# Hyphantria budea
Hyphantria budea là một loài bướm đêm thuộc phân họ Arctiinae, họ Erebidae.